# Kanton Pré-en-Pail
Kanton Pré-en-Pail (fr. Canton de Pré-en-Pail) je francouzský kanton v departementu Mayenne v regionu Pays de la Loire. Tvoří ho sedm obcí.

## Obce kantonu
- Boulay-les-Ifs
- Champfrémont
- Pré-en-Pail
- Ravigny
- Saint-Cyr-en-Pail
- Saint-Pierre-des-Nids
- Saint-Samson